# جرونیمو اوسوریو
جرونیمو اوسوریو (انگلیسی: Jerónimo Osório؛ 1506 – ۲۰ اوت ۱۵۸۰) مورخ، الهی‌دان، نویسنده، و اسقف کاتولیک اهل پادشاهی پرتغال بود.